# 王座賽 (台灣)
台灣王座賽，是台灣曾舉辦過的一項職業圍棋比賽，前身為2001年台灣棋院開始舉辦的台灣棋院盃，2005年台灣棋院盃改制為王座賽，於2014年停辦。陳詩淵在本賽事曾完成五連霸，而獲得名譽王座稱號。
另外台灣歷史上曾於1983年由應氏基金會舉辦過「快棋王座賽」，11月17日開賽，採雙敗淘汰制。決賽於12月28日，由當時的棋王、國手陳長清以1:0擊敗戴嘉伸奪冠。但快棋王座賽僅辦了一屆，且與台灣棋院舉辦的王座賽無關。

## 賽制
- 決賽；挑戰五番棋，先獲三勝者為本期王座。
- 本賽：循環賽制，保留四人，淘汰四人，成績最佳者取得向前期王座挑戰權。
- 複賽：上屆循環圈陷落者(後4名)與初賽晉級16名共20名，單敗淘汰制，取4名進入循環圈。
- 初賽：自前年獎金排名取8名為種子，單敗淘汰制，取16名進複賽。
- 規則用時：
  - 比目法圍棋規則，一律分先，黑先貼還六目半
  - 初賽、複賽：每局各用時二小時，最後三分鐘讀秒
  - 循環圈、挑戰賽：每局各用時三小時，最後五分鐘讀秒

## 獎金
- 棋戰規模：180萬元
- 冠軍40萬元
- 亞軍15萬元
- 本賽（循環圈）：勝者每局對局費14,000元，負者每局對局費10,000元。加賽每局每人對局費5,000元。
- 複賽對局費：非八強戰每人對局費5,000元，八強戰每人對局費8,000元。
- 初賽：每局每人對局費2,000元。

## 歷屆冠軍
| 屆次       | 年度       | 冠軍        | 比分       | 亞軍        | 保留                                                                 |
| 台灣棋院盃 | 台灣棋院盃 | 台灣棋院盃  | 台灣棋院盃 | 台灣棋院盃  | 台灣棋院盃                                                           |
| ---------- | ---------- | ----------- | ---------- | ----------- | -------------------------------------------------------------------- |
| 1          | 2001年     | 林至涵 二段 | 1:0        | 周俊勳 九段 | 周可平                                                               |
| 2          | 2002年     | 林至涵 三段 | 3:0        | 陳永安 五段 | 周可平 彭景華                                                        |
| 3          | 2003年     | 周俊勳 九段 | 3:0        | 林至涵 五段 | 戴嘉伸 彭景華                                                        |
| 4          | 2004年     | 周俊勳 九段 | 3:0        | 林至涵 七段 | 彭景華 蕭正浩 黃祥任                                                 |
| 王座賽     |            |             |            |             |                                                                      |
| 1          | 2005年     | 周俊勳 九段 | 3:1        | 林至涵 七段 | 陳詩淵 蕭正浩                                                        |
| 2          | 2006年     | 周俊勳 九段 | 3:1        | 陳詩淵 七段 | 黃祥任 林至涵                                                        |
| 3          | 2007年     | 周俊勳 九段 | 3:2        | 陳詩淵 七段 | 林至涵 黃祥任                                                        |
| 4          | 2008年     | 陳詩淵 七段 | 7勝:6勝    | 林至涵 八段 | 台灣棋院發生退院事件，周俊勳退院，因此循環賽決定出的挑戰者直接為王座 |
| 5          | 2009年     | 陳詩淵 王座 | 3:0        | 林立祥 三段 | 林至涵 蕭正浩                                                        |
| 6          | 2010年     | 陳詩淵 王座 | 3:1        | 蕭正浩 七段 | 林立祥 林至涵                                                        |
| 7          | 2011年     | 陳詩淵 王座 | 3:1        | 林至涵 國手 | 周俊勳 蕭正浩 林立祥                                                 |
| 8          | 2012年     | 陳詩淵 王座 | 3:0        | 王元均 六段 | 蕭正浩 林立祥 林至涵                                                 |
| 9          | 2013年     | 蕭正浩 天元 | 3:1        | 陳詩淵 王座 | 林立祥 林君諺 王元均                                                 |

- 註：棋院盃第一至四屆，及王座第一屆皆為跨年賽事，冠軍皆在隔年產生。

## 沿革

### 台灣棋院盃時棋
- 2001年 台灣棋院盃開辦
  - 台灣棋院主辦
  - 獎金：冠軍25萬元，亞軍10萬元
  - 本賽採九人循環賽制
  - 預賽採三組循環各取三人入本賽

- 2002年第二屆台灣棋院盃 
  - 決賽採挑戰五番棋，由上屆盃主接受挑戰
  - 本賽採九人循環賽制
  - 預賽分二階段，第一階段取十六人，第二階段取八人進本賽
  - 上屆亞軍周俊勳棄權，季軍周可平直接入本賽
  - 對局費:第一階段2,000元，第二階段4,000元，第三階段勝方10,000元、負方5,000元

- 2003年第三屆台灣棋院盃 
  - 本賽上屆保留三人
  - 預賽採雙敗淘汰，勝部取三人，敗部取三人

- 2004年第四屆台灣棋院盃
  - 末代盃主周俊勳九段

### 王座賽時期
- 2005年第一屆王座戰 
  - 棋院盃舉辦四屆後，本年改制為王座戰，由第四屆盃主周俊勳接受挑戰
  - 本賽採八人循環賽制，上屆保留四人
  - 預賽採雙敗淘汰，勝部取二人，敗部取二人
  - 獎金：冠軍30萬元，亞軍10萬元，循環圈對局費11000，勝局獎7000，預賽4000元。

- 2006年第二屆
  - 本賽上屆保留三人
  - 預賽採雙敗淘汰，勝部取二人，敗部取三人
  - 獎金：冠軍40萬元，亞軍10萬元，循環圈對局費10000，勝局獎6000，預賽4000元。
  - 連續二屆出賽者：周俊勳、林至涵、陳詩淵、蕭正浩、黃祥任。

- 2007年第三屆
  - 連續三屆出賽者：周俊勳、林至涵、陳詩淵、蕭正浩、黃祥任。
  - 棋戰規模：170萬元
  - 陳詩淵二度取得挑戰權，創下三大賽同年進入決賽紀錄。

- 2008年第四屆
  - 會外賽開放四名業餘棋士
  - 預選賽分成二階段：
  - 初賽：採單淘汰制，取16名進入複賽，對局費4千
  - 複賽：雙敗淘汰，勝部取二人，敗部取三人進入本賽，對局費5千
  - 本賽（循環圈）：對局費1.1萬元，勝局獎6千元。 加賽每人每局11,000元，無勝局獎
    - 連續四屆本賽出賽：周俊勳、林至涵、陳詩淵、黃祥任(周俊勳因簽約事件遭禁賽連續出賽終止)

  - 由於衛冕者周俊勳遭片面取消參賽權，本賽挑戰者決定循環圈改為決賽循環圈直接決出本屆王座

## 外部連結
- Board19 | 圍棋 News （页面存档备份，存于）
- 台灣棋院 （页面存档备份，存于）